# MetalAgen Records
MetalAgen Records ist ein russisches Musiklabel, das hauptsächlich Bands aus den Genres Black, Death und Thrash Metal unter Vertrag nimmt und verlegt. Es wurde nach Angaben auf Discogs 1989 gegründet. Neben Erst- zählen auch Wiederveröffentlichungen zum Programm. Zu den dort erschienenen Alben gehört u. a. Will of Gods Is a Great Power von Scald.

## Künstler (Auswahl)
- Adolf Castle
- Alkonost
- Arbitrator
- Black Countess
- Death Vomit
- Goresleeps
- Graveside
- Hieronymus Bosch
- Impetigo
- Limbonic Art
- Manic Depression
- Moonsorrow
- Mortifer
- Nokturnal Mortum
- Scald
- Serdce